# Suzanne Pleshette
Suzanne Pleshette (Nova York, 31 de janeiro de 1937 — Los Angeles, 19 de janeiro de 2008) foi uma atriz norte-americana.
Foi casada com Troy Donahue, com quem contracenou em Um Clarim ao longe.
Em 1998 a atriz deu sua voz a personagem Zira de The Lion King II: Simba's Pride (O Rei Leão 2 O Reino de Simba).